# Осока острая
Осо́ка о́страя, или Осо́ка стро́йная, или Осо́ка двуцветноколоско́вая, или Осо́ка буровлага́лищная, или Осо́ка саре́птская (лат. Carex acuta) — многолетнее травянистое растение, вид рода Осока (Carex) семейства Осоковые (Cyperaceae).

## Ботаническое описание

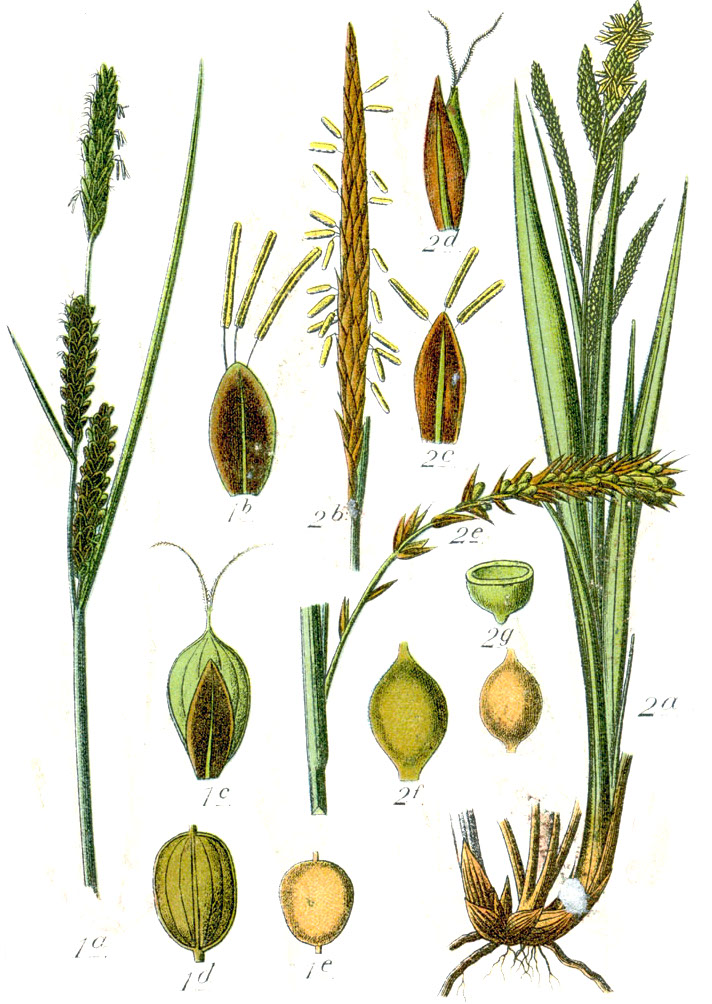
2 — Carex acuta

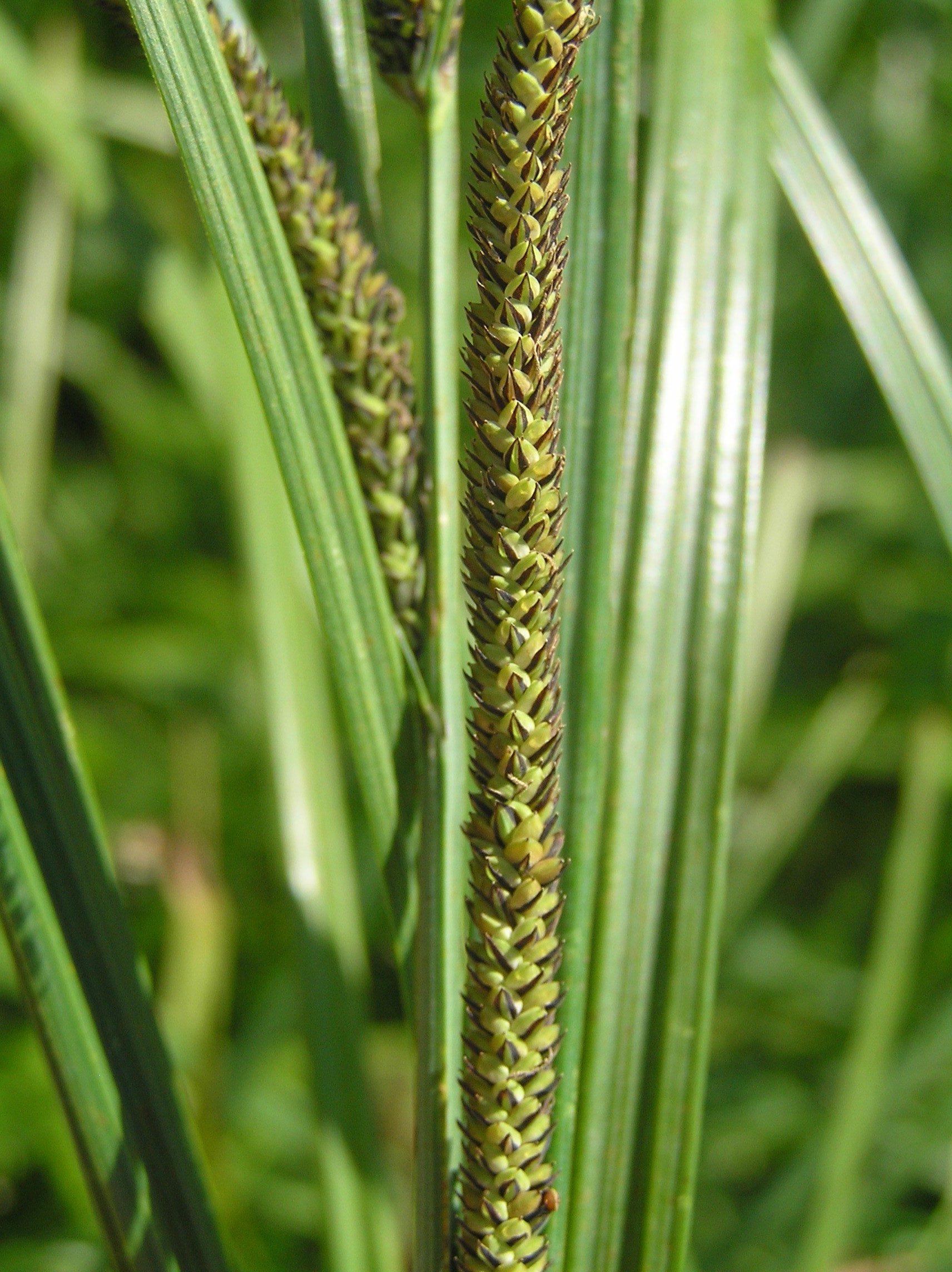
Женское соцветие, Чешская Республика

Зелёное растение с ползучими корневищами, образующее рыхлые и быть может плотные дерновины, иногда образующее кочки, с довольно длинными буровато-жёлтыми волосками, дающее толстые побеги.
Стебли остроугольные, сильно шероховатые, наверху поникающие, высотой (30)50—120(150) см, окружены при основании красновато-бурыми, коричневато-жёлтыми, коричневыми, пурпурными или чёрно-пурпурными влагалищами листьев.
Листья плоские 5—8 мм шириной, сухие — по краю завёрнутые назад, равные стеблю.
Соцветие 10—25(30) см длиной; верхние 2—3(4) колоска тычиночные, сближенные, продолговатые, 2—6 см длиной, с обратнояйцевидными, тупыми, тёмно-бурыми чешуями; остальные 3—4(5) — пестичные, обычно многоцветковые, рыхловатые, узкоцилиндрические, (2,5)3—7(10) см длиной, 0,6—0,8 см шириной, почти сидячие или нижние иногда на ножках до 2 см длиной, поникшие. Кроющие чешуи пестичных колосков большей частью ланцетные, обычно длиннее мешочка в 1,5 раза, реже немного длиннее или равные ему, очень редко короче его, всегда у́же мешочка, с одной жилкой, чёрно-бурые, с белым килем. Мешочки двояковыпуклые, немного вздутые, эллиптические или обратнояйцевидные, 3 мм длиной, ржавые или буроватые, тонкокожистые, с обеих сторон с 5—6 тонкими жилками, у основания быстро суженные в короткую ножку, с коротким цельным, реже слабовыемчатым носиком; носик на верхушке с бурым окаймлением. Рылец 2. Нижний кроющий лист без влагалища, линейный, реже щетиновидный, превышает соцветие.
Плодоносит в мае—августе.
Число хромосом 2n=72, 74—76, 78, 82—85, 84.
Вид описан из Европы.
Очень полиморфный вид, варьирующий по размерам соцветия, длине пестичных колосков, соотношению длины мешочка и кроющих чешуй, форме мешочков (эллиптические, яйцевидные, обратнояйцевидные, иногда широкояйцевидные).

## Распространение и экология
Северная, Атлантическая, Центральная и Южная (редко) Европа; Прибалтика; Арктическая часть России: Мурман, Канин, Малоземельская тундра (редко), Большеземельская тундра, Полярный Урал, низовья Оби; Европейская часть России; Беларусь; Украина: всей районы, кроме Крыма; Молдова; Кавказ: окрестности Ставрополя, западная и восточная части Большого Кавказа (очень редко), Западное, Центральное и Южное Закавказье; Западная Сибирь: западная часть бассейна Оби, верховья Тобола, бассейн Иртыша, Алтай; Восточная Сибирь: преимущественно в южной части, до широты Якутска; Казахстан: восточная и северная части; Дальний Восток: бассейны рек Зеи и Буреи, окрестности Владивостока (вероятно заносное); Западная Азия: Турция, Сирия, Ливан; Центральная Азия: Северная Монголия; Северная Африка.
Растёт по берегам водоёмов и в воде, на болотистых лугах, низинных осоково-травяных болотах; на равнине и в верхнем поясе гор; часто образует заросли.

## Химический состав
Зола содержит до 30—40 % окиси кремния.
| От абсолютного сухого вещества в % | От абсолютного сухого вещества в % | От абсолютного сухого вещества в % | От абсолютного сухого вещества в % | От абсолютного сухого вещества в % | Источник, район                         |
| золы                               | протеина                           | жира                               | клетчатки                          | БЭВ                                | Источник, район                         |
| ---------------------------------- | ---------------------------------- | ---------------------------------- | ---------------------------------- | ---------------------------------- | --------------------------------------- |
| 4,3                                | 9,2                                | 1,9                                | 30,0                               | 54,5                               | Голубенцева, 1929, Новгородская область |
| 4,5                                | 9,9                                | 2,4                                | 31,2                               | 51,9                               | Голубенцева, 1929, Новгородская область |
| 8,1                                | 11,3                               | 1,5                                | —                                  | —                                  | Павлов, 1947, Казахстан                 |

## Значение и применение
На Кольском полуострове в молодом состоянии охотно поедается северным оленем (Rangifer tarandus), позже поедается плохо. Сено скошенное в молодом состоянии хорошо поедается крупным рогатым скотом, удовлетворительно лошадьми, плохо козами. Хорошо выносит выпас. В силосованном виде даёт лучший корм, чем в свежем и сухом, поедается охотно. Урожай сена 25—35 ц на га, силосной массы — 80—120 ц/га.